# عبدالله بن حسن مثنی
عبدالله کامل بن حسن مثنی بن حسن بن علی بن ابی‌طالب (۶۸ – ۱۴۳ ه.ق) از تابعین و راویان حدیث است. نسب او از طرف پدر و مادر به علی بن ابی‌طالب می‌رسد. به او لقب «کامل» و «محض» داده‌اند. او از راویان خطبهٔ فدکیه است. محمد بن عبدالله معروف به نفس زکیه، فرزند اوست. او در زمان خلافت منصور عباسی در زندان به قتل رسید. همچنین او فرزند دیگری به‌نام ادریس داشت که نخستین فرمانروای مراکش بود.